# Jack Brabham
Sir John Arthur Brabham, detto Jack (Hurstville, 2 aprile 1926 – Gold Coast, 19 maggio 2014), è stato un pilota automobilistico, imprenditore e dirigente sportivo australiano, tre volte Campione del Mondo di Formula 1 nel 1959, 1960 e 1966.
È stato cofondatore della Brabham Racing Organisation, scuderia con la quale  vinse il mondiale del 1966, unico pilota ad avere vinto il titolo mondiale su vettura col proprio nome. Inizialmente  aveva intrapreso studi di ingegneria e durante la seconda guerra mondiale fu meccanico nella Royal Australian Air Force. Nel 1948 cominciò la carriera di pilota, prima a livello locale, poi a livello internazionale. In Formula 1, oltre che con la sua scuderia, corse anche per la Cooper; ottenne quattordici vittorie e trentuno podi.
Brabham era padre di tre figli, Geoff, Gary e David, tutti piloti automobilistici. Gary e David hanno partecipato senza successo alla Formula 1, Geoff vinse la Can-Am nel 1981 e la 24 ore di Le Mans del 1993, competizione vinta anche da David nel 2009. Jack Brabham è stato nonno di un altro pilota: Matthew, figlio di Geoff, che ha debuttato nei kart a meno di otto anni, arrivato a correre in IndyCar e Formula E.
Morì il 19 maggio 2014 a 88 anni per patologia epatica. In base alle sue volontà, ha ricevuto sepoltura presso la Goodwood House a Chichester, nel West Sussex.

## Carriera
Nipote di un immigrato londinese giunto in Australia nel 1885, Jack Brabham nacque il 2 aprile 1926 a Hurstville, un sobborgo nella periferia di Sydney. Fin da giovane si interessò alle auto da corsa e alla meccanica, e imparò a guidare a dodici anni. Da adolescente si iscrisse all'istituto tecnico di Kogarah, dove intraprese studi in metallurgia, lavorazione del legno e disegno tecnico. A quindici anni abbandonò la scuola, e fece il meccanico in un'officina, ma contemporaneamente studiò ingegneria in una scuola serale.
In seguito aprì una propria attività di rivendita di moto. Un mese dopo il suo diciottesimo compleanno si arruolò nella Royal Australian Air Force, sperando di diventare pilota, ma gli fu assegnato il ruolo di meccanico per penuria di personale. Lavorò quindi alla base di Williamtown per i successivi due anni e riuscì a guadagnarsi il grado di pilota. Nel 1946 lasciò l'aeronautica e aprì una propria attività con sede a Sydney, in un appezzamento del nonno, dedicandosi alla riparazione di auto.
Nel 1971 fondò la fabbrica di motori Judd, che divenne proprietaria del suo team, la Brabham, oltre che fornitrice di motori per altre scuderie di Formula 1.

### Gli esordi

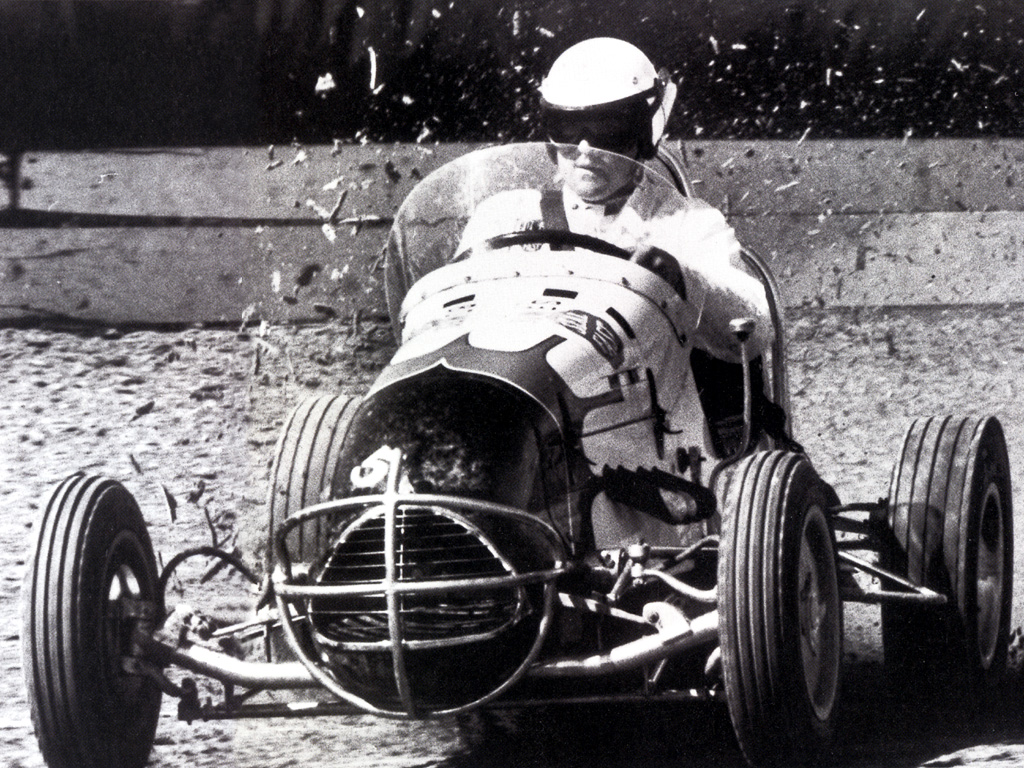
Una vettura midget simile a quella pilotata da Brabham alla fine degli anni quaranta.

Nel 1946 si recò con Johnny Schonberg, un amico americano, a vedere una corsa in notturna per vettura midget, nella speranza di riuscire pure a trovare materiale utile per la sua officina. Nonostante l'australiano fosse rimasto favorevolmente colpito dalla gara disse di non volere intraprendere una carriera nelle corse. Schonberg, che era invece un pilota, chiese a Brabham di costruirgli una midget con cui prendere parte alle gare nazionali. Accettò, e lo statunitense riportò nei due anni successivi diversi successi finché la moglie non gli chiese di ritirarsi.
Brabham decise di sostituirlo ed esordì sul tracciato di Paramatta Park Speedway, ottenendo la prima affermazione alla terza gara. Con la sua vettura vinse il campionato nazionale del 1948 e nello stesso anno si impose pure nel campionato del Nuovo Galles del Sud, in cui conobbe Ron Tauranac, divenuto poi grande amico e futuro socio. Nel 1949 vinse i campionati australiano (in cui si affermò anche nel 1950 nel 1951) e Sudafricano di stock car. Dopo aver riportato ottimi risultati nelle corse midget, Brabham passò alle gare in salita, facendo registrare subito il record della pista di Hawkesbury. Fu però squalificato dagli organizzatori per l'assenza dei freni.
Nel 1951 prese parte alla gara di Rob Roy, inclusa nel campionato australiano di montagna, vincendo tra il disappunto degli organizzatori. Decise quindi di debuttare anche nelle monoposto nel 1953, acquistando una Cooper-Bristol modificata. Sapendo che per continuare servivano quattrini ottenne, grazie all'aiuto del padre, una sponsorizzazione della Redex, una compagnia petrolifera.
L'azienda gli chiese di dipingere il proprio logo sulle fiancate della vettura, ma la Confederation of Australian Motor Sport lo fece eliminare. Brabham conquistò comunque diversi successi in Australia e Nuova Zelanda, riuscendo a vincere il campionato su strada in Queensland. In questo periodo si guadagnò anche il soprannome di Black Jack, che lo avrebbe accompagnato per tutta la carriera, per via del colore dei capelli e della sua propensione a mantenere un minaccioso silenzio. Nel 1954 prese parte a una gara di Formula Libre in Nuova Zelanda, attirando l'attenzione di John Cooper e, l'anno dopo, di Dean Delamont, personaggio di punta del Royal Automobile Club, che lo convinse a trasferirsi in Gran Bretagna per correre in gare europee.

### Formula 1

#### Il debutto e i primi anni (1955-1958)
1955
Arrivato in Europa ai primi del 1955 con l'intenzione di rimanervi non più di un anno, Brabham cercò senza successo un ingaggio dalle scuderie italiane e tedesche. Finì a Londra, dove acquistò una Cooper. Cercò poi di costruire una partnership con la casa inglese, ma i fratelli Cooper non acconsentirono, limitandosi a consegnargli le chiavi del camion per trasportare le vetture sui tracciati, misera parvenza di collaborazione. Brabham cominciò ad assemblare una monoposto per poter correre in Formula 1 e, grazie al supporto della Cooper, debuttò al Gran Premio di Gran Bretagna 1955, qualificandosi ultimo. In gara si ritirò al trentunesimo giro per la rottura del motore. Cooper continuò a garantirgli il suo sostegno, permettendogli di partecipare ad alcune gare extra-campionato e a diversi eventi di Formula 2 e Formula Libre, in cui ottenne anche una vittoria al Gran Premio d'Australia, al seguito del quale decise di vendere la propria monoposto per poter trasferire la famiglia nel Regno Unito.
1956

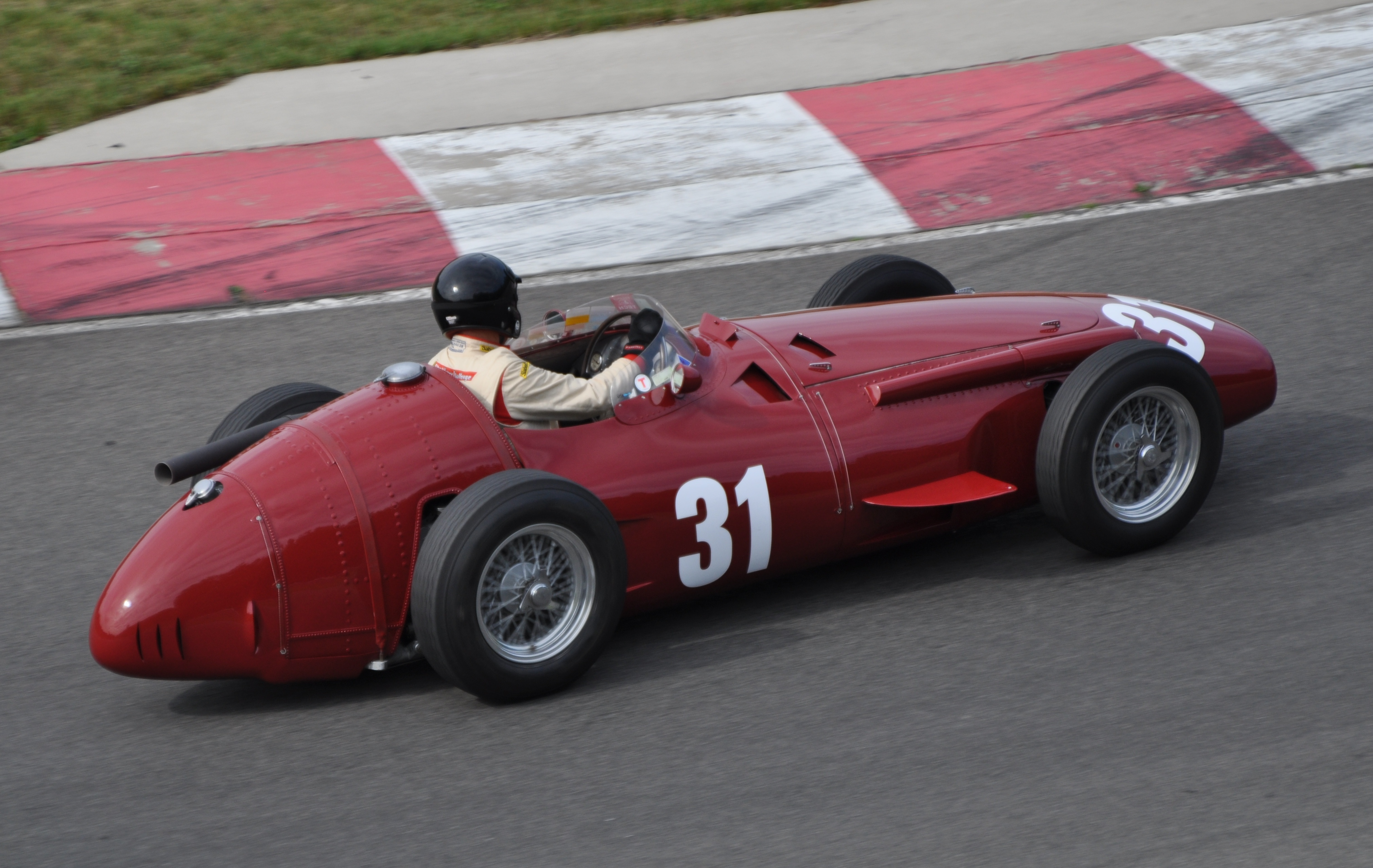
Una Maserati 250F, vettura con cui Brabham corse il Gran Premio di Gran Bretagna 1956

L'anno seguente Brabham tentò nuovamente la partecipazione al Gran Premio di Gran Bretagna a bordo di una Maserati 250F privata. Qualificatosi nuovamente ultimo, in gara si ritirò dopo quattro giri per problemi al motore. Riuscì comunque ad ottenere ottimi risultati in Formula 2 e nelle gare con vetture sport, tanto da guadagnarsi gli elogi da parte di alcuni addetti ai lavori, tra cui Gregor Grant, redattore di Autosport.
1957
Nel 1957 la Cooper gli affidò la nuova T43, una monoposto con motore posteriore. Al Gran Premio di Monaco, sua prima gara stagionale, riuscì a portarsi fino al terzo posto, ma la rottura della pompa di iniezione lo costrinse a spingere la sua vettura fino al traguardo, classificandosi sesto. Anche nelle restanti gare non andò meglio: il più delle volte partiva dal fondo dello schieramento e concludeva ai margini della zona punti, con due settimi posti in Francia e a Pescara.
1958
Nel 1958 Brabham ottenne diverse vittorie, che gli permisero di imporsi nel campionato inglese di Formula 2. Contemporaneamente siglò un contratto con la Aston Martin, con cui collaborò allo sviluppo del programma per vetture sport, imponendosi alla 1000 km del Nürburgring in coppia con Stirling Moss. In Formula 1, invece, dopo aver saltato la prima gara in Argentina, esordì a Monaco, realizzando il terzo tempo in prova, fino ad allora sua miglior prestazione. In una gara molto dura terminò quarto, cogliendo i primi punti. Il resto della stagione non riservò risultati brillanti, costringendolo ad occupare posizioni di centro classifica, soprattutto per la mancanza di potenza del motore della sua Cooper T45. Comunque ambiva ancora a diventare pilota di aerei. Prese lezioni di pilotaggio, conseguendo infine la licenza di volo, e acquistò un aereo che utilizzava per effettuare gli spostamenti in Europa per i vari appuntamenti mondiali.

#### I due titoli (1959-1960)
Nel 1959 Jack Brabham non era il favorito: si pensava ad un trionfo di Stirling Moss. Brabham vinse già la prima gara. Seguirono un secondo e un terzo posto, poi ancora una vittoria in Gran Bretagna, ad Aintree, circuito sul quale aveva debuttato e che fino ad allora non gli aveva mai dato granché.
In Italia arrivò il podio che sancì la conquista del titolo, nonostante il recupero di Tony Brooks. Il 1960, anno del suo secondo titolo, fu invece molto più facile. Con una serie di cinque vittorie consecutive Brabham gelò le speranze di Bruce McLaren che finì secondo a nove punti.

#### Gli anni della crisi

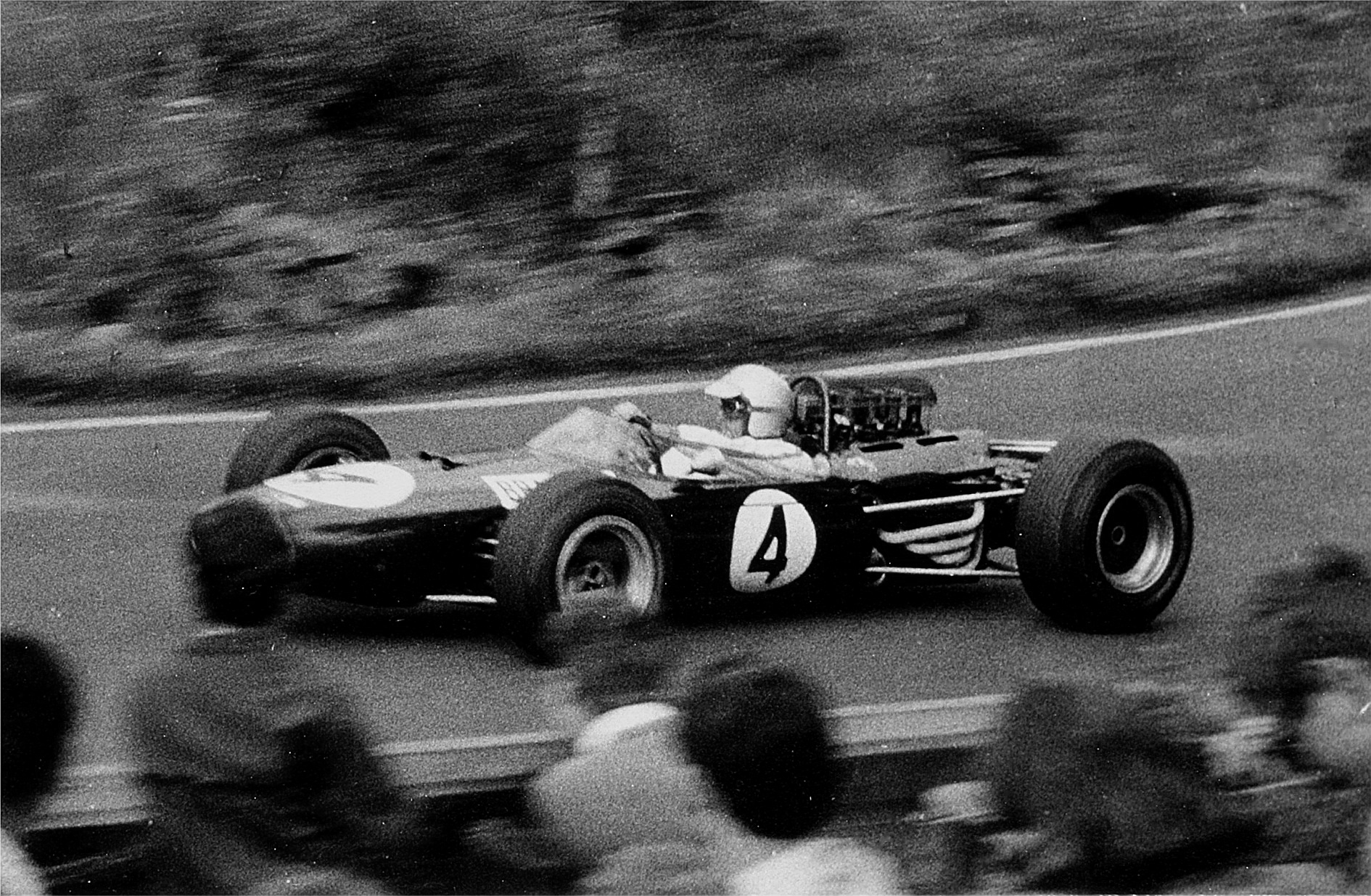
Jack Brabham al Gran Premio di Germania 1965

Dopo il secondo titolo Brabham cadde in una lunghissima crisi, che terminò solo nel 1966. Il 1961 fu avaro di soddisfazioni. Nel 1962 fondò un team che portava il suo nome, ma i risultati furono scarsi: con le "sue" macchine "Black Jack" non andò oltre un quarto posto.
Il 1963 fu meglio, col secondo posto in Messico, e così nella stagione successiva (due terzi posti). Poi nel 1965 conquistò solo un terzo posto. Invece il suo compagno di squadra, l'americano Dan Gurney navigò sempre in posizioni alte, con sei risultati utili consecutivi.

#### Il terzo titolo
Ancora una volta Jack Brabham vinse il titolo contrariamente alle previsioni. La Ferrari infatti, la favorita, perse Surtees a causa di polemiche, frequentissime in casa Ferrari: il Drake coi piloti era quello che era. Brabham, vinse consecutivamente quattro gare, chiudendo la questione. Nel 1967, invece, il titolo gli fu soffiato dal compagno di squadra Hulme. Brabham rimase scottato e allontanò il neozelandese dalla scuderia.

#### La nuova crisi e il conseguente ritiro
Nel 1968 "Black Jack", in crisi,  ottenne solo due punti. Il 1969 fu leggermente migliore, con un secondo e un terzo posto (Canada e Messico), un quarto e un sesto (Stati Uniti e Olanda). Il 1970 fu l'ultimo anno di attività di Brabham che vinse nel gran premio inaugurale in Sudafrica e concluse quinto in classifica generale. Lasciò anche il team nelle mani del socio, Ron Tauranac.

## Risultati
| 1955 | Scuderia | Vettura |  |  |  |  |  |     |  |  |  |  |  |  |  | Punti | Pos. |
| ---- | -------- | ------- |  |  |  |  |  | --- |  |  |  |  |  |  |  | ----- | ---- |
| 1955 | Cooper   | T40     |  |  |  |  |  | Rit |  |  |  |  |  |  |  | 0     |      |

| 1956 | Scuderia | Vettura |  |  |  |  |  |     |  |  |  |  |  |  |  | Punti | Pos. |
| ---- | -------- | ------- |  |  |  |  |  | --- |  |  |  |  |  |  |  | ----- | ---- |
| 1956 | Maserati | 250F    |  |  |  |  |  | Rit |  |  |  |  |  |  |  | 0     |      |

| 1957 | Scuderia | Vettura |  |   |  |   |     |     |   |  |  |  |  |  |  | Punti | Pos. |
| ---- | -------- | ------- |  | - |  | - | --- | --- | - |  |  |  |  |  |  | ----- | ---- |
| 1957 | Cooper   | T43     |  | 6 |  | 7 | Rit | Rit | 7 |  |  |  |  |  |  | 0     |      |

| 1958 | Scuderia | Vettura |  |   |   |  |     |   |   |     |   |     |    |  |  | Punti | Pos. |
| ---- | -------- | ------- |  | - | - |  | --- | - | - | --- | - | --- | -- |  |  | ----- | ---- |
| 1958 | Cooper   | T45     |  | 4 | 8 |  | Rit | 6 | 6 | Rit | 7 | Rit | 11 |  |  | 3     | 18º  |

| 1959 | Scuderia | Vettura |   |  |   |   |   |     |     |   |   |  |  |  |  | Punti   | Pos. |
| ---- | -------- | ------- | - |  | - | - | - | --- | --- | - | - |  |  |  |  | ------- | ---- |
| 1959 | Cooper   | T51     | 1 |  | 2 | 3 | 1 | Rit | Rit | 3 | 4 |  |  |  |  | 31 (34) | 1º   |

| 1960 | Scuderia | Vettura   |     |    |  |   |   |   |   |   |  |   |  |  |  | Punti | Pos. |
| ---- | -------- | --------- | --- | -- |  | - | - | - | - | - |  | - |  |  |  | ----- | ---- |
| 1960 | Cooper   | T51 e T53 | Rit | SQ |  | 1 | 1 | 1 | 1 | 1 |  | 4 |  |  |  | 43    | 1º   |

| 1961 | Scuderia | Vettura   |     |   |     |     |   |     |     |     |  |  |  |  |  | Punti | Pos. |
| ---- | -------- | --------- | --- | - | --- | --- | - | --- | --- | --- |  |  |  |  |  | ----- | ---- |
| 1961 | Cooper   | T55 e T58 | Rit | 6 | Rit | Rit | 4 | Rit | Rit | Rit |  |  |  |  |  | 4     | 11º  |

| 1962 | Scuderia           | Vettura |     |   |   |     |   |     |  |   |   |  |  |  |  | Punti | Pos. |
| ---- | ------------------ | ------- | --- | - | - | --- | - | --- |  | - | - |  |  |  |  | ----- | ---- |
| 1962 | Team Lotus Brabham | 24 BT3  | Rit | 8 | 6 | Rit | 5 | Rit |  | 4 | 4 |  |  |  |  | 9     | 9º   |

| 1963 | Scuderia      | Vettura      |   |     |     |   |     |   |   |   |   |    |  |  |  | Punti | Pos. |
| ---- | ------------- | ------------ | - | --- | --- | - | --- | - | - | - | - | -- |  |  |  | ----- | ---- |
| 1963 | Lotus Brabham | 25 BT3 e BT7 | 9 | Rit | Rit | 4 | Rit | 7 | 5 | 4 | 2 | 13 |  |  |  | 14    | 7º   |

| 1964 | Scuderia | Vettura    |     |     |   |   |   |    |   |    |     |    |  |  |  | Punti | Pos. |
| ---- | -------- | ---------- | --- | --- | - | - | - | -- | - | -- | --- | -- |  |  |  | ----- | ---- |
| 1964 | Brabham  | BT7 e BT11 | Rit | Rit | 3 | 3 | 4 | 12 | 9 | 14 | Rit | 15 |  |  |  | 11    | 8º   |

| 1965 | Scuderia | Vettura |   |     |   |  |    |  |   |  |   |     |  |  |  | Punti | Pos. |
| ---- | -------- | ------- | - | --- | - |  | -- |  | - |  | - | --- |  |  |  | ----- | ---- |
| 1965 | Brabham  | BT11    | 8 | Rit | 4 |  | NP |  | 5 |  | 3 | Rit |  |  |  | 9     | 10º  |

| 1966 | Scuderia | Vettura     |     |   |   |   |   |   |     |     |   |  |  |  |  | Punti   | Pos. |
| ---- | -------- | ----------- | --- | - | - | - | - | - | --- | --- | - |  |  |  |  | ------- | ---- |
| 1966 | Brabham  | BT19 e BT20 | Rit | 4 | 1 | 1 | 1 | 1 | Rit | Rit | 2 |  |  |  |  | 42 (45) | 1º   |

| 1967 | Scuderia | Vettura           |   |     |   |     |   |   |   |   |   |   |   |  |  | Punti   | Pos. |
| ---- | -------- | ----------------- | - | --- | - | --- | - | - | - | - | - | - | - |  |  | ------- | ---- |
| 1967 | Brabham  | BT20, BT19 e BT24 | 6 | Rit | 2 | Rit | 1 | 4 | 2 | 1 | 2 | 5 | 2 |  |  | 46 (48) | 2º   |

| 1968 | Scuderia | Vettura     |     |    |     |     |     |     |     |   |     |     |     |    |  | Punti | Pos. |
| ---- | -------- | ----------- | --- | -- | --- | --- | --- | --- | --- | - | --- | --- | --- | -- |  | ----- | ---- |
| 1968 | Brabham  | BT24 e BT26 | Rit | NP | Rit | Rit | Rit | Rit | Rit | 5 | Rit | Rit | Rit | 10 |  | 2     | 23º  |

| 1969 | Scuderia | Vettura |     |     |     |   |  |  |  |     |   |   |   |  |  | Punti | Pos. |
| ---- | -------- | ------- | --- | --- | --- | - |  |  |  | --- | - | - | - |  |  | ----- | ---- |
| 1969 | Brabham  | BT26A   | Rit | Rit | Rit | 6 |  |  |  | Rit | 2 | 4 | 3 |  |  | 14    | 10º  |

| 1970 | Scuderia | Vettura |   |     |   |     |    |   |   |     |    |     |     |    |     | Punti | Pos. |
| ---- | -------- | ------- | - | --- | - | --- | -- | - | - | --- | -- | --- | --- | -- | --- | ----- | ---- |
| 1970 | Brabham  | BT33    | 1 | Rit | 2 | Rit | 11 | 3 | 2 | Rit | 13 | Rit | Rit | 10 | Rit | 25    | 5º   |

| Legenda | 1º posto     | 2º posto | 3º posto    | A punti         | Senza punti/Non class.  | Grassetto – Pole position Corsivo – Giro più veloce |
| Legenda | Squalificato | Ritirato | Non partito | Non qualificato | Solo prove/Terzo pilota | Grassetto – Pole position Corsivo – Giro più veloce |

## Curiosità
- Nel 1955, piuttosto scettico sulle reali possibilità di successo in Formula Uno di Jack Brabham, John Cooper affermò sarcasticamente: «Farò capriole in pubblico il giorno in cui Brabham vincerà un Gran Premio di F1.». Quindici anni dopo, nel novembre 1970, alla giornata celebrativa organizzata sul circuito di Brands Hatch per l'addio alle corse annunciato da Brabham, Cooper alla presenza del suo ex pilota e di migliaia di tifosi si esibì in una capriola sulla linea di partenza della pista, mantenendo la parola data.[27]
- È l'unico pilota di Formula 1 ad aver vinto un mondiale su un'auto da lui costruita.